# Eros Volúsia
Heros Volúsia Machado (Río de Janeiro, 1 de junio de 1914 — 1 de enero de 2004) fue una bailarina brasileña que se proyectó nacional e internacionalmente bajo el nombre de Eros Volúsia con coreografías propias inspiradas en la cultura brasileña y africana.
Volúsia alcanzó el éxito con su participación en la película Río Rita (1942), pero prefirió volver a Brasil en vez de proseguir con su carrera en Hollywood; dueña de un estilo más sensual y espontáneo que su rival, Madeleine Rosay, sus movimientos influenciaron a Carmem Miranda, que, al contrario que ella, continuó con su carrera a nivel internacional.
Se le atribuye la invención de un "bailado nacional" de Brasil, un movimiento que seguía las bases modernistas de la Semana de Arte Moderno de 1922, incorporando en el baile clásico elementos culturales negros e indígenas.
Fue la primera en bailar samba en zapatillas y la primera en bailar descalza en el Theatro Municipal, como registró un estudio académico; fue la primera que realizó el papel que sería más tarde clasificado como "dançarino-pesquisador", trascendiendo del trabajo de estudio técnico para realizar la unión de la sensibilidad artística que ostentaba.

## Biografía

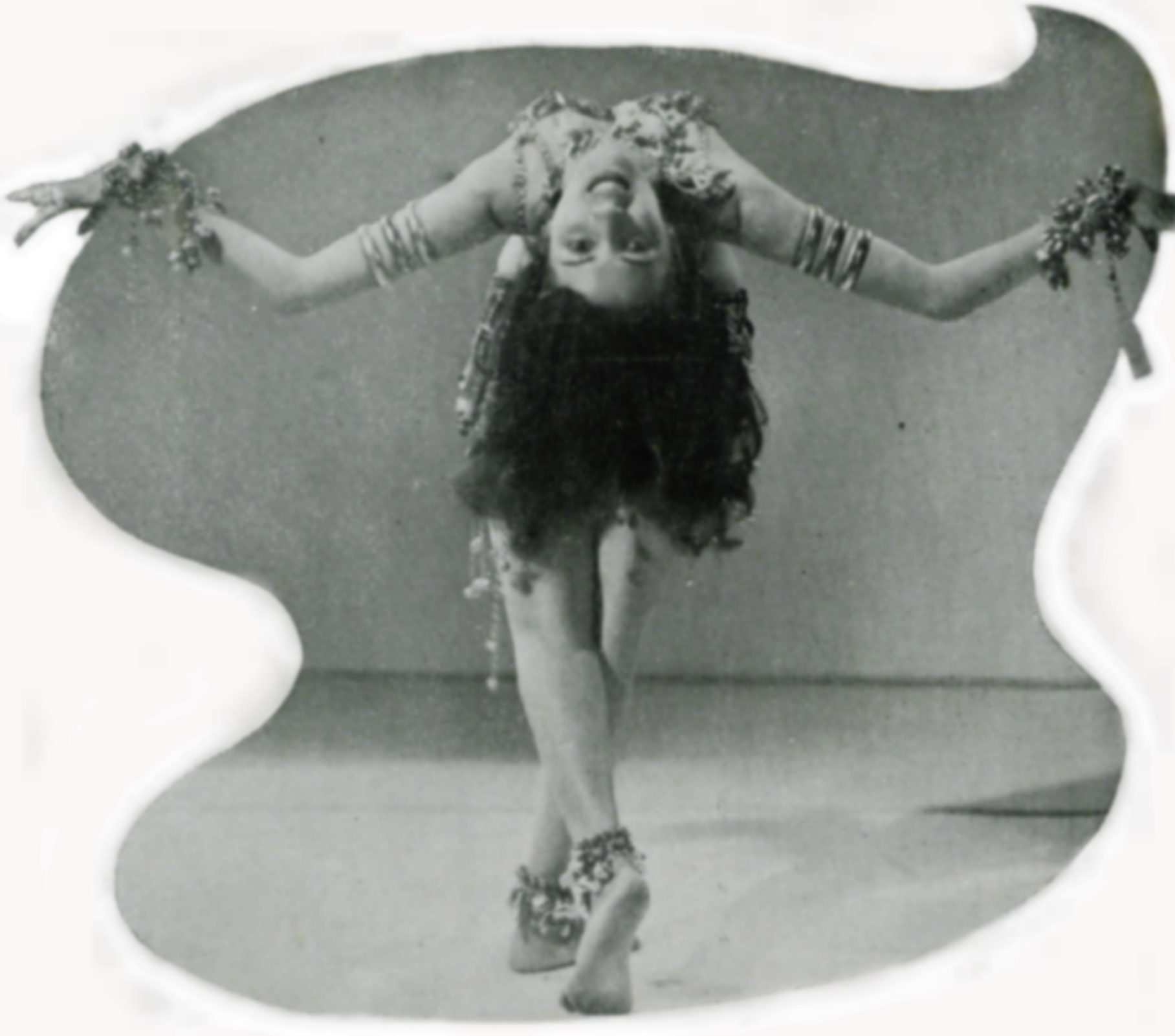
En una propaganda, en 1945.

Hija del poeta Rodolfo Machado y de la poetisa Gilka Machado. Sus abuelos también poseían habilidades artísticas: su abuelo, Hortênsio da Gama Sousa Melo, era poeta y su abuela, Teresa Cristina Muniz, era actriz de radio y teatro...
Su madre y su abuela tenían una pensión en el centro de Río de Janeiro. Siendo Gilka Machado ya una influyente poetisa en el estilo simbolista, el local era frecuentado por los intelectuales de la época; tales como Artur Azevedo, Coelho Neto, Olavo Bilac, Carlos Gomes, Chiquinha Gonzaga y Darcy Vargas (primera dama del país), entre otros.
La influencia cultural africana le llegó desde muy joven, tal y como declaró en 1934: 

Eu nasci defronte a uma macumba célebre, a macumba do João da Luz. Com quatro anos de idade fugia de casa para ir dançar no terreiro. As primeiras impressões nunca mais se apagaram da minha memória...
Nací delante de una célebre macumba, la macumba de João da Luz. Con cuatro años me escapaba de casa para bailar en el terreno. Las primeras impresiones jamás se borrarán de mi memoria...
Eros Volúsia

Eros fue alumna de Maria Olenewa, (bailarina rusa que integró la compañía de baile de Anna Pávlova y se nacionalizó brasileña, habiendo sido la responsable de la organización de la escuela de baile y del cuerpo de baile del Theatro Municipal de Río de Janeiro) e inició, con solo cuatro años de edad, su formación clásica en ballet; en 1928 Eros se apunta al curso de danza del Theatro Municipal, siendo el mismo año en que Pavlova llega al país y se impresiona gratamente con su forma de bailar. Su estreno como bailarina sucedió cuatro años después, cuando, de manera inesperada bailó descalza en el escenario del Theatro Municipal. Una presentación memorable en la que se rendía homenaje a quien era en aquel entonces el presidente de la República, Washington Luiz, en 1929.
Influenciada por la innovación del ballet traído por artistas como Isadora Duncan, buscó elementos de los bailes típicos brasileños (como el lundu, el maxixe, el maracatu y bailes indígenas) sin romper con las manifestaciones del academicismo; este mestizaje atendía a lo que predicaba el Manifiesto Antropofágico, y fue alabado por el escritor Mário de Andrade, que dijo que su danza rompía con el velho classicismo com suas poses acadêmicas ou os pinotes vulgares da coreografia lírica.
Eros Volúsia no era una artista común; su talento para la danza iba mucho más allá de la técnica clásica e hizo de su cuerpo un instrumento catalizador de las innovaciones tan necesarias para el baile brasileño. Buscó en la raíz del intenso proceso de mestizaje, fruto de factores socio-histórico-culturales, los elementos esenciales para la construcción de una danza cuya singularidad de movimientos reflejaba, no solo la diversidad de culturas sino, sobre todo, la búsqueda de una identidad propia para la danza brasileña. Influencia por elnacionalismo brasileño entonces en boga.
Su carrera ascendió rápidamente a consecuencia de sus virtudes artísticas. Su espíritu creativo y las influencias intelectuales, que asimiló desde la infancia, la hicieron ser considerada una mujer excepcional de su época.
Ya en 1934 era alabada por el periodista y poeta Carlos Maul como "A Bailarina do Brasil", que según la percepción racial de aquel entonces declaró:

Eros Volusia é pouco mais do que uma criança. Fala com naturalidade e desembaraço do sonho de arte. É brasileira até a medula... Tem nas veias o sangue das três raças formadoras da nacionalidade. Da linha materna vêm-lhe as virtudes do índio, a ingenuidade, a intrepidez, o instinto bom do habitante primitivo da floresta. O coração que é a riqueza do preto e a inteligência que a civilização desenvolveu no branco trouxe-os do ascendente paterno.
Eros Volúsia es poco más que una niña. Habla con naturalidad y despreocupación del sueño del arte. Es brasileña hasta la medula...Tiene en la venas la sangre de tres razas formadas de la nación. De su línea materna le viene la virtud india, la ingenuidad, la intrepidez, el buen instinto del habitante primitivo de los bosques. El corazón que es rico de negrura y la inteligencia de la civilización desarrollo traída del blanco que le viene dada del lado paterno.
Carlos Maul

### Revista Life
En su edición del 22 de septiembre de 1941, la revista Life publicó su foto en la portada, lo que le dio proyección internacional. 
En la materia que se sigue a la portada, con bastantes ilustraciones, la revista presenta a la bailarina exótica como:

O sangue das três cepas raciais dominantes no `Brasil - portuguesa, índia e negra - ferve nas veias da flexível jovem Eros Volusia. Mas a dança que fez a bailarina do Rio de Janeiro veio diretamente das selvas africanas.
La sangre de tres razas dominantes del Brasil - portugués, india y negra, hierve en las venas de la flexible joven Eros Volúsia. Pero la danza que realiza la bailarina de Río de Janeiro viene directamente de las selvas africanas.
Revista Life

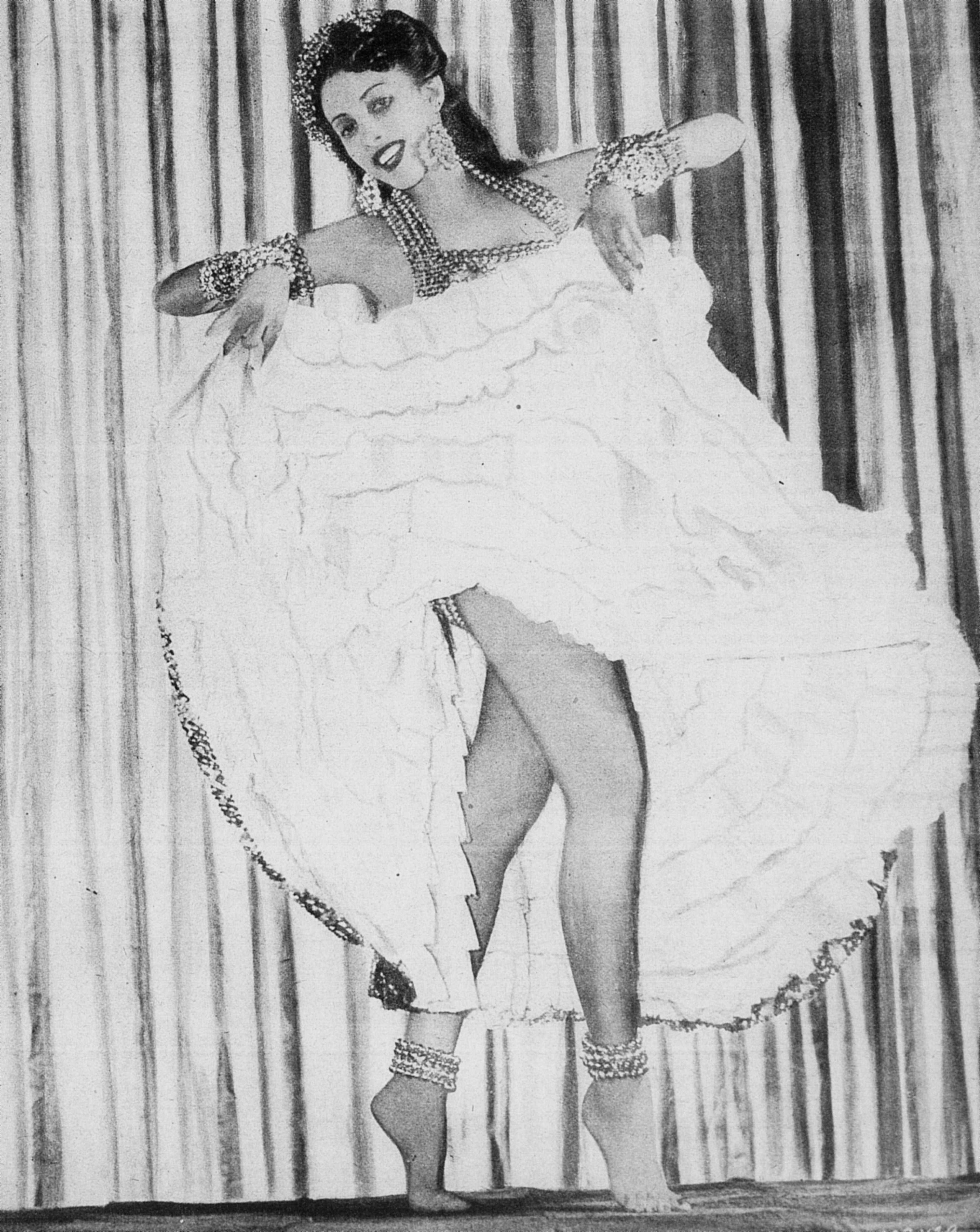
Eros Volúsia con el atuendo de Río Rita.

El éxito de la brasileña tras ilustrar la portada de la revista  Life la llevó a ser contratada por el estudio Metro-Goldwyn-Mayer; la MGM le pagaba, en valores de la época, un salario semanal de mil dólares (lo que equivalía a cincuenta contos de réis); además de esto el estudio le pagaba los pasajes de ida y vuelta a Estados Unidos tanto suyos como de su madre, y le permitía hacer presentaciones en clubes nocturnos del país durante su estancia.
Eros siguió volviendo a Estados Unidos para grabar la película protagonizada por el dúo Abbott & Costello, titulada Río Rita; la revista sobre cine A Scena Muda resumió el orgullo que su participación daba al público brasileño:

Para nós, brasileiros, entretanto, há um outro ponto de especial agrado em Rio Rita. Referimo-nos à presença de Eros Volúsia no cast, fazendo um ligeiro número de três minutos no máximo, mas assim mesmo cativando o público. Bonita, dançarina emérita, ela tem todas as qualidades para vencer no cinema.
Para nosotros, los brasileños, hay un cierto encanto especial que nos agrada de Río Rita. Nos referimos a la presencia de Eros Volúsia en su reparto, haciendo un ligero número de tres minutos de máximo, pero, aun así mismo cautivando al público. Bonita, bailarina, fantástica, ella tiene todas las cualidades para ganar en el mundo del cine.
A Scena Muda

Sin embargo, a pesar del éxito tras su aparición cinematográfica, decidió volver a Río de Janeiro y continuar su carrera como profesora de ballet.
En fases posteriores de su vida, Eros permaneció contribuyendo con el baile. Fue profesora del Servicio Nacional de Teatro, donde creó su propio curso de coreografía. Su contribución a la nacionalidad brasileña vino, con esta oportunidad, a reafirmarse: éste fue el primero, entre los cursos de danza nacionales, en aceptar bailarines negros. Aunque Eros Volúsia ha contribuido enormemente a la cultura nacional, su nombre todavía reclama mayores atenciones.
De entre sus alumnas se destacan Mercedes Baptista, que fue la primera mujer negra en integrar el cuerpo de baile del Theatro Municipal, y la polémica Luz Del Fuego.

## Filmografía
Su fama internacional surgió a través de su participación en la película Rio Rita (1942), con el dúo Abbott & Costello. Una comedia de la Metro-Goldwyn-Mayer, dirigida por S. Sylvan Simon. En esta película hace su aparición una escena que se volvió célebre, en la que utiliza temas afro-brasileños durante un número musical.
Además hacer película de Hollywood, actuó en otras a nivel nacional:
- Favela dos Meus Amores (1935),
- Samba da Vida (1937),
- Caminho do Céu (1943),
- Romance Proibido (1944)
- Pra Lá de Boa (1949).

## Homenajes
En 2002, la Universidad de Brasilia (UNB) creó el Centro de Documentación e Investigación Eros Volúsia, vinculado a su Departamento de Artes escénicas. En 2005, Roberto Pereira, profesor de Historia de la danza y crítico de baile del Periódico de Brasil, publicó la biografía titulada Eros Volúsia.